# Fabrice Bousteau
 (décembre 2018).
Si vous disposez d'ouvrages ou d'articles de référence ou si vous connaissez des sites web de qualité traitant du thème abordé ici, merci de compléter l'article en donnant les références utiles à sa vérifiabilité et en les liant à la section « Notes et références ».
Fabrice Bousteau, né le 12 décembre 1963 à Chaumont, est un journaliste, écrivain, critique d'art, directeur de la rédaction de Beaux Arts magazine.
Ancien élève de l'École des hautes études commerciales de Paris (HEC) et de l'Institut supérieur du management culturel, il est aussi chroniqueur à l'émission Tout arrive et producteur de l'émission Surexposition sur France Culture, et par ailleurs chroniqueur sur BFM radio.
Depuis 1996, Fabrice Bousteau est le directeur éditorial et rédacteur en chef de Beaux Arts Magazine, le mensuel leader français sur l'art et la culture, qui présente la création contemporaine dans toutes les sphères des arts visuels. Il est également directeur de la rédaction du Quotidien de l'art.
En parallèle il est également commissaire de plusieurs expositions comme: « Paris-Delhi-Bombay… », première exposition sur la scène artistique indienne au Centre Pompidou, à Paris, en 2011, ou « Le serpent cosmique », Utopia, Lille3000, au musée de l'Hospice Comtesse, en 2022. Il est également actuellement conseiller artistique pour le projet du Grand Paris.  Il travaille aussi comme consultant en stratégie culturelle et en tant que producteur de programmes pour France Culture radio.

## Commissariat d'exposition (sélection)
- La Foire foraine d'art contemporain, Centquatre-Paris, septembre 2022-janvier 2023
- Le Serpent cosmique, Utopia, Lille3000, mai-octobre 2022
- Les Extatiques, Paris-La Défense / Département Des Hauts-de-Seine, éditions 2018-2019-2020-2021
- La Belle vie numérique !, Fondation EDF, novembre 2017-mars 2018 : 30 artistes, de Rembrandt à Xavier Veilhan
- Tu dois changer ta vie !, Renaissance, Lille 3000, Tripostal, Lille, septembre 2016-janvier 2017
- Expériences Pommery, Domaine Pommery, Reims
- Small Art is Beautiful, Dharma, Beirut Art Fair, 2015
- Abu Dhabi Art, 2008-2017
- Paris-Delhi-Bombay… L'Inde vue par des artistes indiens et français, Centre Pompidou, Paris, mai-septembre 2011[2]

## Décorations
- Commandeur de l'ordre des Arts et des Lettres (2019)[4]
  -  Officier de l'ordre des Arts et des Lettres Il est promu au grade d’officier par l’arrêté du 13 février 2015[5].